# 그래디언트 (기업)
그래디언트는 2022년 4월 이커머스 사업 부문을 물적분할한 후 인터파크에서 사명을 변경하고 새롭게 출범한 기업이다.
1996년 국내 최초의 온라인 쇼핑몰 인터파크 오픈을 시작으로, 지난 27년간 국내 B2CㆍB2B 온라인 유통의 성장과 함께 해왔다. 이제는 2017년부터 지속적인 투자를 이어온 바이오 헬스케어 사업 영역에서 본격적으로 사업 성과를 만들고 에너지, 산업기술, ICTㆍ서비스, 금융ㆍ펀드 등 미래를 이끄는 기술에 투자하며 새로운 성장 기회를 창출하고 있다.
핵심 계열사로는 B2B 산업자재 유통 및 MRO 구매대행 서비스 기업 ‘아이마켓코리아’, 국내 TOP-TIER 의약품 유통 기업 ‘안연케어’, 오가노이드 기반 신약 후보물질 발굴 및 효능평가 플랫폼 전문 기업 ‘그래디언트 바이오컨버전스’, 저분자 표적항암 신약 연구개발 기업 ‘테라펙스’ 등이 있다.

## 역사
1999년 7월 5일 코스닥시장에 상장하였다. 2020년 7월 인터파크를 흡수합병하고 2022년 4월 물적분할을 통해 상호변경하였다.
야놀자가 인터파크의 여행, 엔터 부문 사업을 매각하고 기존 남아있던 인터파크는 그래디언트라는 이름으로 새롭게 출범하였다.

## 투자
2023년 엔비디아와 함께 미국 인공지능(AI) 기반 신약개발 분야 스타트업 아이엠빅 테라퓨틱스(Iambic Therapeutics)의 1억 달러(약 1400억원) 규모 시리즈B 투자 라운드에 참여하였다

## 종속기업
- (주)아이마켓코리아
- (주)안연케어

## 참고 문헌
1. ↑  그래디언트 이기형 회장, 서울대 자연과학대학 교육연구 기금 쾌척, 서울대 보도자료, 2024. 3. 8.
2. ↑  송하준, 그래디언트, 야놀자에 인터파크 팔고 이차전지 전문기업 변신 속도, 아주경제, 2023-07-25
3. ↑  최진호, 그래디언트, 야놀자에 인터파크 팔고 '바이오•메타버스' 모색...우려는?, 뉴스락, 2022.04.01
4. ↑  박정수, 그래디언트, 엔비디아와 공동투자 美아이엠빅 잭팟예고…“신약개발비 50% 줄여”, 이데일리 , 2024-10-30